# Плаче
Плаче (словен. Plače, итал. Placce,   је мало насеље у Випавској долини, у општини Ајдовшчина, покрајини Приморска која припада Горишкој регији Републике Словеније
Насеље се налази на надморској висини од 143,7 метра, 27,6 км од италијанске границе, и на 4,5 км од Ајдовшчине. Површина насеља је 2,76 км², на којој живe 234 становника.
За време Хабсбуршке владавине Плаче су биле део општине Випавски Криж.
На територији насеља налазе се два мања брежуљка Сруга 136 м и Брег 153, и два речна тока Випава и Јовшчек

## Становништвништво
По попису становништва 2011. године, Плаче су имале 234 становника.
| Број становника по пописима | Број становника по пописима | Број становника по пописима |
| --------------------------- | --------------------------- | --------------------------- |
| 1991                        | 2002                        | 2011                        |
| 193                         | 207                         | 234                         |